# 凯尔茜·贝文
凯尔茜·贝文（英語：Kelsey Bevan，1990年4月10日—），新西兰女子赛艇运动员。她曾代表新西兰参加2016年和2020年夏季奥林匹克运动会赛艇比赛，其中2020年奥运会获得一枚银牌。